# Calamaria everetti
Calamaria everetti е вид змия от семейство Смокообразни (Colubridae). Видът не е застрашен от изчезване.

## Разпространение и местообитание
Разпространен е в Индонезия (Калимантан) и Малайзия (Сабах и Саравак).
Обитава национални паркове и гористи местности.